# Karl X Gustavs polska krig
Karl X Gustavs polska krig (polska Potop szwedzki, litauiska Švedų tvanas ; "svenska syndafloden") var ett krig främst mellan Sverige och Polen-Litauen som varade 1655 – 1660 och slutade utan tydlig segrare. Sverige hade många framgångar i början av kriget. Man intog stora delar av Polen-Litauen och många polacker gick över till den svenska sidan. Allteftersom kriget pågick ökade motståndet mot svenskarna, samtidigt som både Ryssland och Danmark förklarade Sverige krig och Karl X Gustav marscherade till Danmark. Även andra länder stödde Polen-Litauen. Vid krigets slut avstod Polen-Litauen från alla anspråk på den svenska kronan samt erkände Sveriges innehav av Estland, Ösel och Livland, men Sverige fick inga territoriella vinster i Polen-Litauen.

## Bakgrund

### Situationen i Polen-Litauen
I Polen härjade sedan 1648 ett uppror mot den polska regeringen. Upprorsmakarna, ledda av Bogdan Chmelnitskij, var främst kosacker och tatarer. Situationen förvärrades när Ryssland invaderade Polen-Litauen i juli 1654. Rysslands mål med kriget var att vinna land längs den polska-litauiska Östersjökusten sedan man vid freden i Stolbova med Sverige 1617 hade förlorat all tillgång till Östersjön.

### Sveriges krigsförberedelser
I Sverige, som just hade bytt monark efter att drottning Kristina abdikerat till förmån för sin kusin Karl X Gustav, planerade man för ett krig. Det fanns två alternativ. Det ena var att anfalla arvfienden Danmark som efter trettioåriga kriget och Torstensons krig var mycket svagt. I ett sådant krig skulle man försöka ta det rika Skåneland. Det andra alternativet var att anfalla österut, där Ryssland och Polen låg i krig med varandra. För den svenska utrikespolitiken var det viktigt att Ryssland inte fick makt över de polska kuststäderna. Samtidigt såg man Ryssland som ett verkligt hot mot Sverige, som när som helst skulle kunna slå till.
Polen-Litauen, med vilket Sverige tidigare hade ingått i en personalunion genom den gemensamme monarken Sigismund, var det tredje tänkbara landet att anfalla. Sedan Karl IX under statskuppliknande förhållanden avsatt kung Sigismund och satt sig själv på Sveriges tron försämrades förhållandet till Polen. Sigismund försökte nämligen, som plåster på såren, införliva Estland med det polska riket. Det var för hertigen en så stor provokation, att han omedelbart startade ett stort krigsföretag – det livländska fälttåget – med syfte att säkerställa Estland, som sedan Erik XIV:s tid betraktats som svenskt. Finska viken var svenskt vatten, och skulle så förbli.
Efter att Sverige tagit Riga från Polen, i det andra polska kriget, hade ett avtal slutits, ett vapenstillestånd i Altmark 1629. Stilleståndet hade förnyats 1635 i det så kallade fördraget i Stuhmsdorf på 26 år och skulle därmed gå ut 1661. I realiteten var därför Polen och Sverige i krig med varandra eftersom ingen fred slutits. Polen besatt också de delar av Östersjökusten som inte var svenska. I mars 1655 beslutade riksledningen i Sverige att man skulle anfalla Polen.
Sverige hade ambitioner att lägga under sig de områden man ännu inte kontrollerade, bland annat Ost- och Västpreussen. 1654 hade polsk-ryska kriget utbrutit, och Karl X Gustav hade snart bestämt sig att ingripa, men var ännu inte helt säker om det var bäst att passa på att angripa Ryssland eller om ett angrepp på Polen för att försöka ta så stora delar av landet som möjligt. Att Polen vid den här tiden var i förfall var man på det klara med. Ett problem var dock att även andra länder, bland annat Brandenburg, hade intressen i de områden Sverige ville erövra. Christoph Karl von Schlippenbach förde under våren förhandlingar med Fredrik Vilhelm I av Brandenburg om en allians, och under sommaren 1655 pågick förhandlingar om det i Stettin. Sverige som företräddes av Johan Lillieström och Bengt Oxenstierna krävde Pommerellen och Västpreussen medan man hemlighöll sitt intresse för de ostpreussiska hamnarna. Brandenburgs motkrav var dock suveränitet över Ostpreussen, Ermland, storfurstendömet Litauen och området mellan Neumark och Preussen. Kraven uppfattades av Sverige som oproportioneliga och man framställde själv nu även krav på Memel och Pillau. Det ledde til att förhandlingarna strandade. En bidragande orsak var att Karl X Gustav fått vetskap om att Brandenburg även förhandlade om en allians med Nederländerna. Sverige och Nederländernas relation hade gradvis försämrats under de senaste åren, och landet var intresserade av att hindra att Östersjön förvandlades till ett svenskt innanhav.

### Uppställning
Soldater värvades från Europas många legoknektar samt från Sverige och Finlands befolkning. Dom senare rekryterades i en process kallad utskrivning. Fotsoldaterna organiserades i rotar om 6 man, korpralskap om 24, plutoner på 48, kompaniet på 96 och bataljonen på cirka 400 man. 1654 bestod ett svenskt infanteriregemente av två bataljoner som var och en bestod av fyra kompanier. Varje kompani hade 100 musketerare och 50 pikenerare. Ett kavalleriregemente skulle bestå av 1 000 man och 112 officerare. Det bestod av fyra skvadroner med ca 250 man per skvadron. Varje skvadron var indelad i två kompanier med 125 man vardera. På grund av sjukdomar, desertering och andra omständigheter så var det sällan styrkorna var fulltaliga i fält.

## De första framgångarna

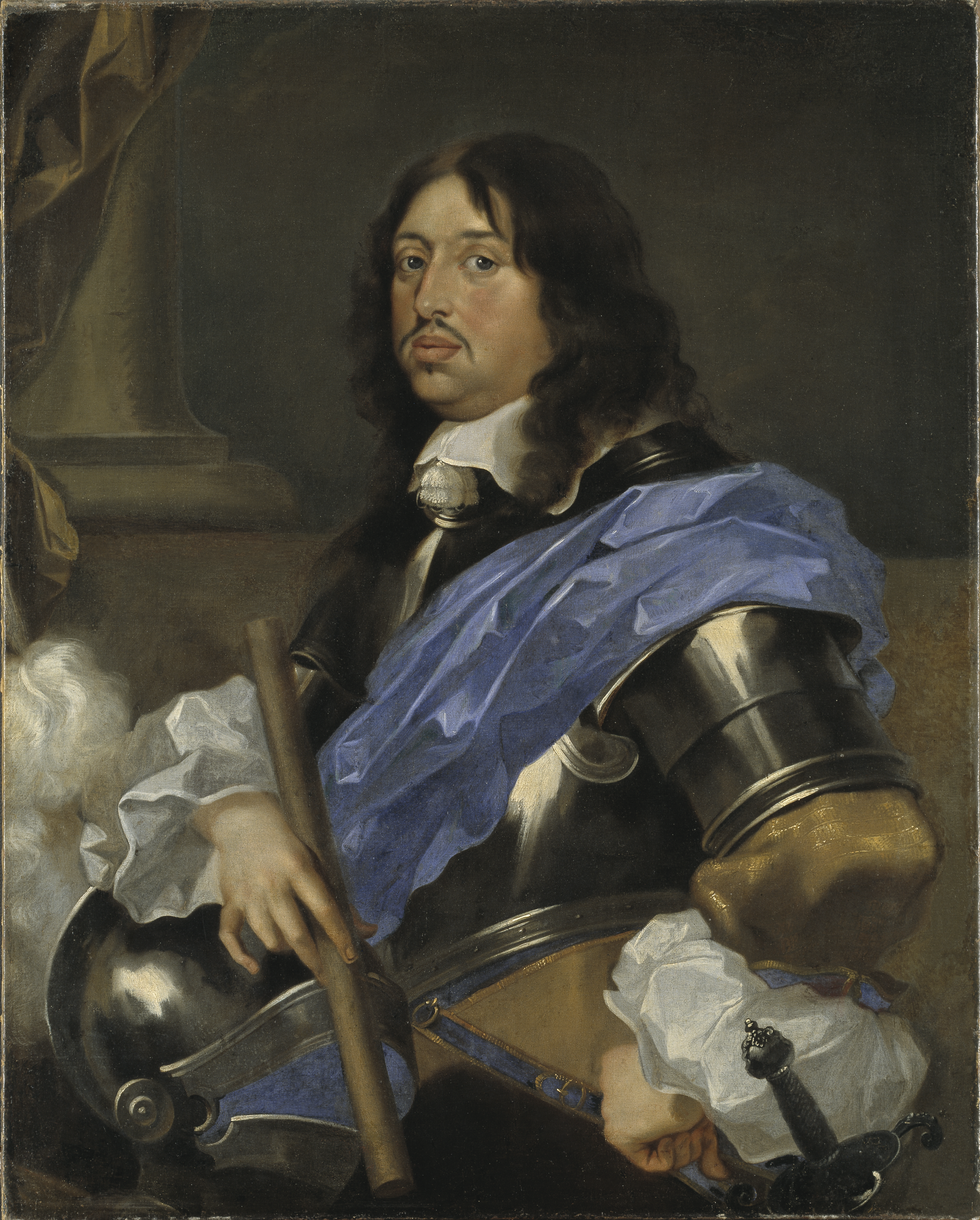
Karl X Gustav.

### Krigsplanen

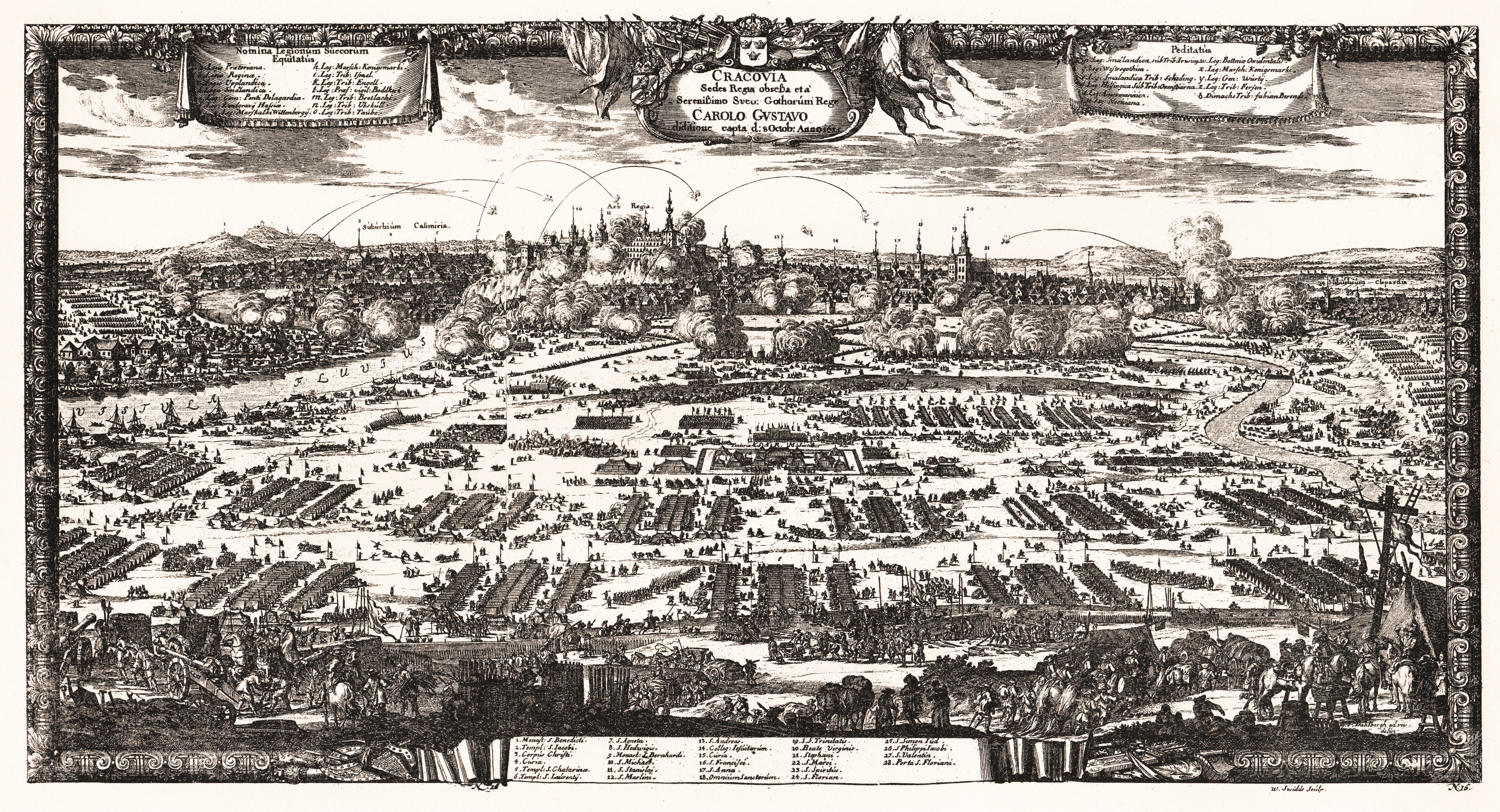
Krakow intages 1655. Samtida kopparstick.

Den svenska planen var att anfalla med två arméer, en från väst och den andra från nordost. Fältmarskalken Arvid Wittenberg skulle gå in från Pommern med en armé om 14 000 man bestående främst av värvade trupper, samtidigt som Karl X Gustav skulle komma bakom Arvid Wittenberg med en armé på 15 000 man skeppade från Sverige. I nordost skulle Gustaf Horn och Gustaf Adolf Lewenhaupt gå in med 9 000 man från svenska Livland. Planerna på intåg i Polen omfattade svenska trupper på totalt omkring 40 000 man. Detta kan jämföras med den polska motståndararmén på omkring 200 000 man, av vilka 50 000 disponerades mot svenskarna.

### Intåget
Livländska armén stod under befäl av Magnus Gabriel De la Gardie, men han hade ingen kapacitet som fältherre, och befälet fördes därför av Gustaf Adolf Lewenhaupt. Armén stod inte färdig riktigt så snabbt som man hade önskat. En rysk här stod i början av juni vid Düna och hotade Dünaburg. Först 19 juni kunde Lewenhaupt med en mindre avdelning bryta upp från Riga och 1 juli erövrade han Dünabyrg, men truppen var för svag för att rycka in i Litauen, så gick han tillbaka till Kokenhusen på den svenska sidan, och närmade sig Riga. Magnus Gabriel De la Gardie som anlänt till Livland 13 juli, försökte förhandla med furstarna Radziwill om ett avtal att ställa Samogitien och Litauens ständer under svenskt beskydd, men detta ledde inte till några resultat. Först i början av augusti avsåg han att göra ett nytt försök till inbrytning. 4 augusti mönstrade han 7 000 man i Kokenhusen, och gjorde en rörelse in på polskt område och erövrade Birsen och vid Radziwillski blev de stående. Orsaken var att en stor rysk armé ryckt fram över Borisov och Minsk, och De la Gardie ville undvika strid med dessa. Armén i Livland förblev därför inaktiv året ut.
Wittenbergs armé på cirka 17 000 man, de flesta värvade tyskar, bröt upp från Damm 5 juli, marscherade över Falkenburg där gränsen korsades till Tempelburg. Han vek därefter av söderut mot Netze och tågade mot vadstället vid Usch, där adelsuppbåden från vojvodskapen Posen och Kalisz samlats med en styrka av 15 000 man. Han hade dock med sig Hieronim Radziejowski som förhandlare, och genom dennes förhandlingar upplöstes trupperna och vojvodskapen med sina orter överlämnades till svenskarna. 16 och 17 juli korsade Wittenberg Netze och fortsatte 19 juli till Posen, vilken stad kapitulerade 20 juli. Vid Schroda uppfördes ett befästat läger som stödjepunkt för armén, som under de närmaste två veckorna bredde ut sig i de båda vojvodskapen. Därefter förflyttades armén ytterligare en bit österut efter Warthe till Konin. Här inväntades den kungliga armén.
Den kungliga armén avseglade 9 juli från Dalarö ombord på en flotta om 40 örlogsskepp fördelad på tre svadroner under kungen, Carl Gustaf Wrangel och Åke Ulfsparre. Vindarna var gynnsamma och 15 juli landsteg man vid Peenemünde. Under resten av juli samlades trupperna i Stettin och Damm. Efter att ha fått rapporter om Wittenbergs framgångar, gav kungen order till livländska armén att rycka in i Litauen. Själv bröt han 31 juli upp för att förena sig med Wittenberg. Artilleriet som inte kunde röra sig lika fort hade under Gustaf Otto Stenbocks befäl sänts några dagar i förväg. Man passade över Czarnków och korsade Netze 6 augusti, och passerade Klecko och Gnesen innan han kom till Konin 14 augusti, och förenade sig med Wittenberg. Stenbock hade passerade en nordligare rutt över Usch, för att på vägen ta kontroll över Nakel. De förenade arméerna fortsatte därefter 15 augusti  till flodövergången över Warthe vid Koło, där de slog läger.
Samtidigt fick den svenska flottan order om att stationeras utanför den Polska kusten. Sverige hade höjt nu tonläget i förhandlingarna med kurfursten av Brandenburg, som kontrollerade kustområdet. Karl X Gustav ställde bland annat krav på 4 000 man understödstrupper och Pillau och Memel som säkerhet för en allians. Senare sänkte kungen sina fordringar och krävde endast att han svor vassaled för Ostpreussen. Några resultat kom dock inte till stånd.
Den polske kungen Johan II Kasimir hade endast lyckats samla ett adelsuppbåd på omkring 5 000 man att möta svenskarna. Han valde därför att förhandla och sände sin kammarherre Prziemski att förhandla med svenskarna. Han klargjorde att Polen med stora uppoffringar var beredda att köpa sig fred. Han saknade dock fullmakt att föra förhandlingar, och vid denna tid var Litauen redan ockuperat av ryska trupper, och för att hindra att förekommas i erövringen av landet beslutade Karl Gustav att fortsätta sin offensiv. Efter att ha lämnat kvar mindre styrkor i Posen och Kalisz marscherade man 20 augusti österut. 21 augusti nådde man Kłodawa, där man fick rapporter om att den polska armén stod vid Piontek söder om Bzura. Marschen fortsatte dit 22 augusti och  den 23 augusti den svenska armén dit och besegrade dem i slaget vid Sobota  Man besatte även slottet i Łowicz. Man stod nu inför valet att gå mot den polska huvudstaden, som inte var långt borta, eller att försöka förfölja och besegra den polska armén, som rapporterades vara på marsch mot Kraków. De ryska trupperna hade nu redan nått Grodno. Det ledde till att Karl X Gustav beslutade dela sina trupper. Huvudarmén under Wittenberg sändes 27 augusti mot Kraków. Kungen själv med en trupp om 2 000 ryttare och 1 200 infanterister gick mot Warszawa och Stenbock sändes 30 augusti med en mindre styrka längs Weichsel norrut mot Preussen, helst med målsättning att förena sig med den livländska armén. Wittenberg marscherade över Rava söderut. Polska trupper under Stefan Czarniecki störde hans rörelser och lyckades vid Inovlodz skära av hans eftertrupp som avskars och nedhöggs till sista man. Wittenberg som själv insjuknat tvingades avbryta offensiven mot Opoczno. Under tiden hade dock Warszawa 30 augusti kapitulerat till Karl X Gustaf och 120 kanoner och en mängd proviant föll i hans händer. En svensk regering med Bengt Oxenstierna som guvernör insattes i staden. Uppenbarligen hade Karl X Gustaf nu haft för avsikt att gå mot Preussen, men underrättelserna från Wittenberg tvingade honom att i stället understödja honom.

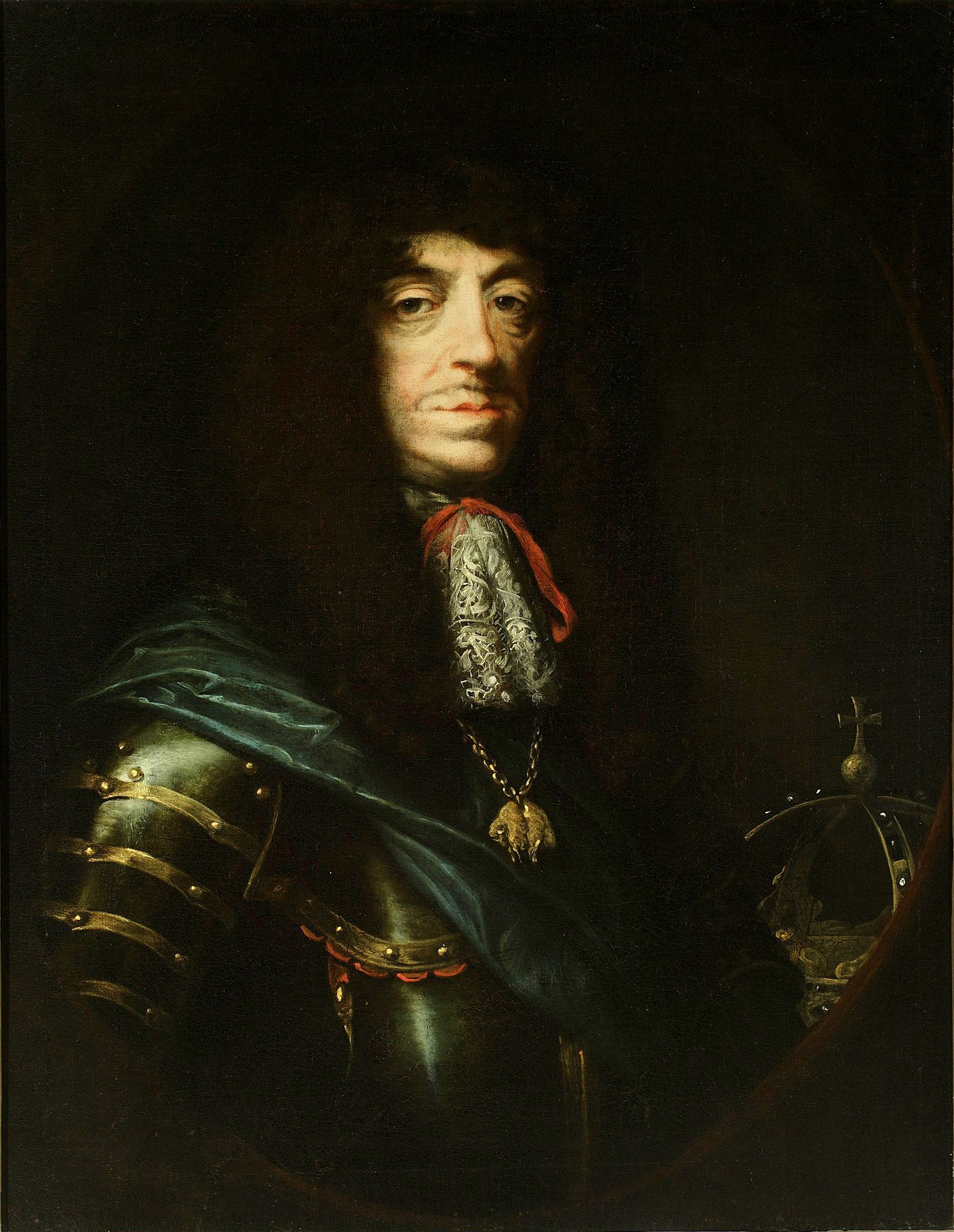
Johan II Kasimir.

Karl X Gustav gav Magnus Gabriel De la Gardie, som hade befälet över norra armén, order om att via Narev och Bug gå in i Polen och förena sig med huvudarmén som var under Gustav Otto Stenbocks befäl. Under tiden skulle Stenbock stanna i Warszawa, som behövde tryggas mot de mazoviska adelsuppbådet, som nu började uppträda fientligt. Stenbock fick 8 000 man under sitt befäl. Till sitt försvar lät han vid Novodor nära Weichsels och Bugs sammanflöde upprätta en befäst stödjepunkt för att trygga övergången. Med resten av armén, mestadels kavalleri, gick Karl X Gustaf 1 september söderut. 4 september förenade han sig med Wittenbergs armé i Opoczo. Johan Kasimir, som okunnig om svenske kungens ankomst, hade lyckats samla en armé om 10 000 man och närmade sig svenska lägret och hade natten till 6 september nått fram till Czarnova en mil söder om Opoczno. På morgonen gick svenskarna till anfall och slaget vid Zarnow utspelade sig. Drabbningen resulterade i svensk seger. Det polska infanteriet och Johan Kasimir själv kunde dock rädda sig undan, och drog sig tillbaka mot Krakow. Karl Gustaf följde efter, korsade Pilica och gick genom bergslandet mellan Pilica och Nida till Krakow. Här påträffade 14 september Karl Gustav delar av den polska armén, som brände sitt läger och flydde. Dagen därpå stod Karl Gustav framför Karkows murar, staden försvarades av 3 000 man under befäl av Czarniecki. Efter att ha intagit förstäderna lät Karl Gustav 18 september inleda en belägring. Han hade fortfarande som mål att besegra Johan Kasimir för att nå ett avgörande i kriget, och sedan han fått uppgifter om att han med resterna av polska armen vikit undan till Vojnicz vid Dunajec. Med en styrka på 3 500 man, mestadels kavalleri och dragoner, gick Karl Gustav för att besegra polske kungen. De två arméerna möttes den 23 september i slaget vid Wojnicz. De polska styrkorna besegrades och flydde, medan de svenska följde efter, dock inte längre än till Tarnów. Karl Gustav återvände till Krakow medan en mindre avdelning under general Robert Douglas sändes för att infånga den polske kungen och inta Landskron. Kungen hann dock fly över gränsen till Ungern och Oppeln.
Svenskarna återkom till Krakow den 26 september, och staden kapitulerade den 8 oktober. Besittningen i staden fick fritt återtåg till Schlesien, och förenade sig sedan med Johan II Kasimir. I Krakow sattes en svensk garnison på 2 500 man under Paul Würtz. I detta skede av kriget såg det ut som att det skulle bli en svensk seger, och stora delar av Polen hyllade Karl X Gustav som sin kung. Stenbock och hans del av hären, som splittrats alltmer, mötte en polsk här i slaget vid Nowy Dwór den 20 september. Slaget resulterade i ytterligare en svensk seger.

### Undret vid Częstochowa

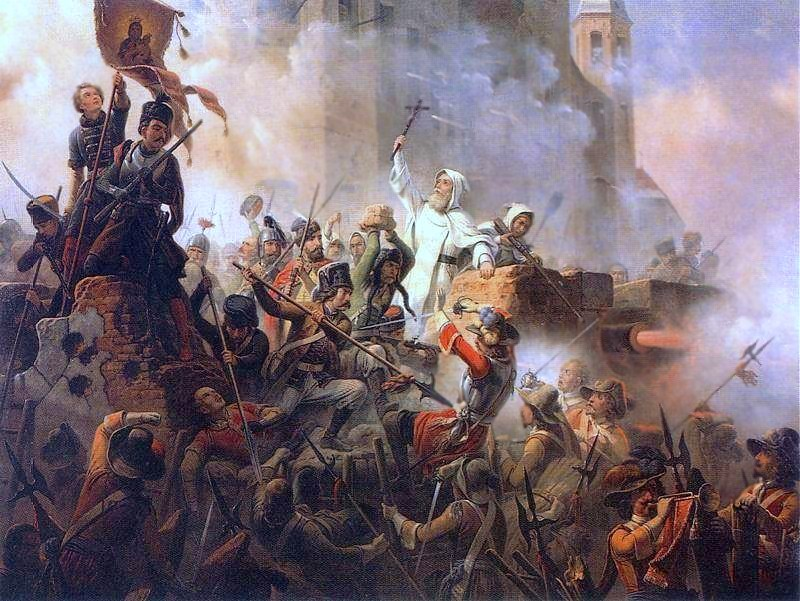
Belägringen av Jasna Góra.

Den 29 oktober nådde en svensk styrka under Johan Reinhard Wrzesowicz klostret Jasna Góra i Częstochowa, en stad drygt tio mil nordväst om Krakow. Truppen hade på vägen slagit små fiendeförband och intagit sexton byar. Då den kom fram vägrade de 300 försvararna i klostret att kapitulera och öppnade istället eld mot de svenska angriparna.
Den svenska belägringstruppen hade bara små kanoner och för att skjuta hål i klostrets väggar behövdes tungt artilleri, vilket man fick när förstärkningar anlände den 8 november. Klostret började sakta förstöras, trots Karl X Gustavs order om att det skulle bevaras. Efter 40 dagars belägring drog sig belägrarna tillbaka. Denna nyhet spred sig över hela Polen och väckte patriotism i den polska befolkningen, och fler polacker gick med i gerillakrigföring mot svenskarna.
Magnus Gabriel De la Gardie, som tagit befäl över armén i öst, gick efter intagandet av Dünaburg 1 juli i kvarter med sin armé vid Kokenhusen. Man ville inte hamna i konflikt med ryssarna som var i närheten. Den 26 juli gjordes en offensiv mot området runt Pilten som intogs efter en dryg vecka.
De la Gardie skrev i augusti ett avtal med litauiska sändebud: Litauen skulle nu sättas under svenskt beskydd. Svenskarna kunde nu sätta en garnisonstrupp i fästningen Birze. De andra två viktiga fästningarna Kowno och Wilno hade ryssarna intagit. Litauen hade nu delats in i svenska och ryska ockupationsområden. Från svenskt håll försökte man genom förhandlingar få Jakob av Kurland att sätta sig under Sverige, men denne vägrade. De la Gardie beordrades att sända sina bästa trupper till Karl X Gustavs armé. De la Gardie lämnade 3 500 soldater att bevaka de svenska erövringarna, och marscherade söderut.
Kurfursten Fredrik Vilhelm av Brandenburg, som hade stora ambitioner om ökad brandenburgsk makt, samlade en armé i Ostpreussen och tänkte gå mot svenskarna. Den svenske kungen marscherade mot Königsberg med cirka 18 000 man. Vid denna tid gick många polacker över till den svenska armén. Under marschen intogs både Thorn och Elbing. I december stod Karl Gustav framför Königsberg, och beslöt sig för att försöka agera diplomatiskt. I det så kallade fördraget i Königsberg tvingades kurfursten bli länsherre under Karl X Gustav och sluta förhandla med Sveriges fiender.

## Motståndet växer

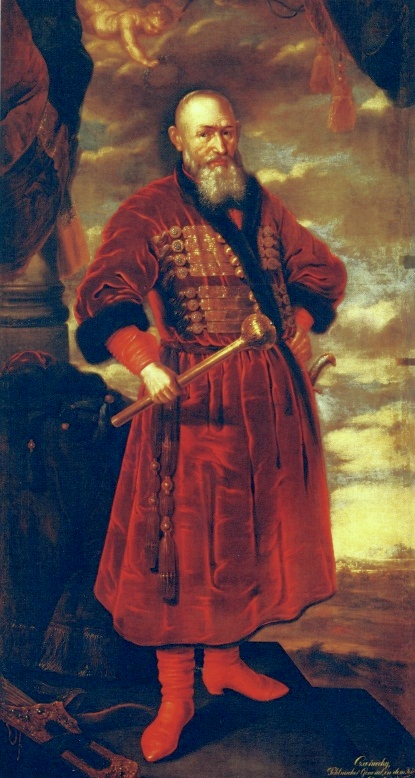
Stefan Czarniecki.

### Polskt gerillakrig
Den polske kungen uppmanade i detta skede den polska befolkningen att agera mot Sverige. Patriotiska polacker från hela landet började ett gerillakrig mot den svenska hären, vilket orsakade svenskarna mycket stora förluster. Ett av skälen till att så många polacker gick emot Sverige var religionen. I Polen var man katoliker och kämpade för sin tro mot de svenska protestanterna. När Johan II Kasimir återvände till Polen i början av 1656 stärkte detta polackernas stridsmoral ytterligare. Många av de polacker som gått över till svenskarna återvände nu till de polska förbanden.
I början av 1656 började Stefan Czarniecki få allt mer folk under sig mot svenskarna. Svenskarna bröt upp från sitt kvarter den 17 januari i Königsberg, och hade tänkt förena sig med trupper under fältmarskalken Robert Douglas vid Radom väster om Warszawa den 28 januari för att möta Czarnieckis gerillatrupper. Den svenska truppen var då runt 15 000 man. Karl X Gustav mötte den 8 februari de polska trupperna under Czarniecki, i slaget vid Golomb. Slaget blev mycket hårt, men slutade till slut med en seger för svenskarna.
Efter en kort vila marscherade man vidare mot Jarosław. Marschen blev mycket hård; många dog av umbäranden och Czarniecki passade på att anfalla svenskarna gång på gång. Den svenska armén kom den 17 februari fram till fästningen Zamość. Hären saknade tungt artilleri och fick ge upp tanken på att erövra fästningen. Karl X Gustav fortsatte ända ner till Jarosław den 28 februari. Därifrån vände han den 12 mars mot norr, efter några veckors vila. Styrkan hade nu minskat till 8 000 man. 3 000 polacker i svenska armén gick åter över till polackerna.

### Striderna vid Sandomierz

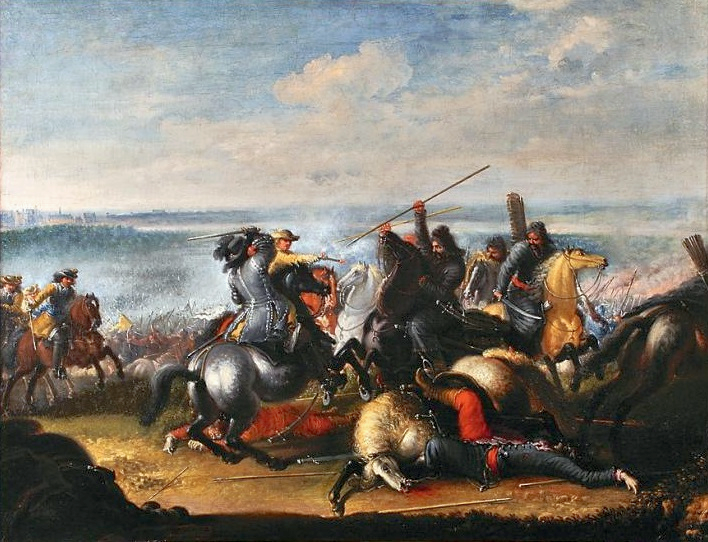
Karl X Gustav var nära att mista livet under slaget vid Warszawa av Johan Filip Lemke.

Situationen hade nu vänt till polackernas fördel. När Karl X Gustav kom till den punkt där floderna Weichsel och San möts, mötte han en fyrfaldigt överlägsen fiende. Den svenske kungen beslöt då att gå över San. Man anföll de litauer som försvarade floden och lyckas ta sig förbi. Hären kunde åter marschera tillbaka till Warszawa dit de kom 5 april. På vägen till Warszawa avdelades en styrka på 600 Finska rytterare till staden Lublin. Styrkan blev dock inringad av fientliga trupper och tvingades kapitulera i utbyte för fri lejd till Warszawa. Istället för att gå fri, som ofta var brukligt i 1600-tals krigföring, så massakrerades styrkan till sista man. En liten styrka på 2 500 man under Fredrik av Baden sändes till svenskarnas hjälp, men blev nästan helt tillintetgjord av polackerna i Slaget vid Warka i slutet av mars.
Karl Gustav vände sig nu mot Danzig, och sände Adolf Johan av Pfalz och Carl Gustaf Wrangel att jaga Czarniecki. Den 27 april mötte Adolf Johan Czarniecki i slaget vid Gnesen, som blev en svensk seger. Den svenska armén led dock mer och mer förluster av polackernas gerillakrig. Nu började den polske kungen Johan II Kasimir att samla ihop soldater till en armé. Med en 50 000 man stark här tågade han mot Warszawa, och staden omringades i maj. Warszawas försvar leddes av Arvid Wittenberg. Den 19 juni hotade Johan Kasimir staden med en stormning, i vilken ingen av försvararna skulle skonas. Den polske kungen ville helst av allt undvika en stormning av sin huvudstad. Wittenberg avböjde förslaget. Den 20 juni stormade polackerna staden och lyckades komma in i den varpå Johan Kasimir åter sände ett kapitulationsförslag till Arvid Wittenberg som gick med på förslaget.
Den 17 maj tog Karl X Gustav emot en krigsförklaring från Ryssland. Nu när Sverige samtidigt var i krig mot Ryssland var en fred med Polen tänkbart. För att han skulle kunna få skapliga fredsvillkor ville han först återta Warszawa och vinna ett större slag mot polackerna. Den 15 juni slöts ännu ett fördrag med Brandenburg, denna gång i Marienburg. I detta beslutades att Brandenburg skulle ställa 4 000 man under Sverige och slippa vara under Karl X Gustav. Brandenburg skulle också få landskap i Polen "när kriget var vunnet". 

## Tredagarsslaget vid Warszawa
Med 18 000 man gick Karl X Gustav och brandenburgarna mot Warszawa, och den 18 juli började ett tre dagar långt slag utanför staden vilket ledde till svensk seger och att Warszawa kunde besättas av svenskarna. Stora delar av den polska armén kunde dock undkomma. Efter slaget skickade Karl X Gustav flera fredsförslag till Johan II Kasimir, men denne avböjde samtliga.
Kasimir och polackerna fick stöd från stora delar av Europa, och i och med detta minskade hans intresse för fred. Frankrike och England ville däremot få en snabb fred för att därefter kunna gå i en trippelallians med Sverige mot kejsaren av Österrike. Nederländerna sände till och med en flotteskader till polackernas hjälp under Jacob van Wassenaer Obdam, vars uppgift var att undsätta det belägrade Danzig.
Efter slaget omorganiserade polackerna sin armé och gick mot Danzig. De mötte en svensk avdelning i slaget vid Lyck och vann. Stenbock vann sedan slaget vid Filippovo, och hindrade polackerna att gå in i Ostpreussen.
Danzig och flera andra mindre städer i föll nu polackernas händer. Karl X Gustav förnyade sitt fördrag med Brandenburg i Labiau och ingick i ett förbund med den siebenbürgenske fursten Georg II Rákóczy. Han försökte att få till ytterligare ett fältslag mot Polen, men misslyckas. Kasimir placerade ut sin här vid Danzig. Rutger von Ascheberg fick under en av sina spaningsturer reda på att det polska kavalleriet hade gått i vinterkvarter i Konitz. Han beslutade att gå till attack, i slaget vid Konitz där Rutger von Ascheberg vann en stor seger.
Detta var det sista av 1656 års fälttåg. Sverige hade nu förlorat nästan hela Polen. Inte heller på den diplomatiska fronten gick det bra för svensk del: den 24 oktober ingick Polen och Ryssland ett vapenstillestånd. Även i öst gick det dåligt för Sverige, den svenska armén led stora förluster på grund av gerillakrigföringen. Hela Litauen lämnades, med undantag för Birze. Saken blev inte bättre när Ryssland förklarade krig och ryska trupper gick in i Sverige. I början av 1657 gick litauiska trupper in i svenska Livland.

## Karl Gustav lämnar Polen-Litauen
I mars 1657 bröt Karl X Gustav upp från sitt vinterkvarter i Thorn. Målet var att förena sig med Georg II Rákóczy och hans 25 000 man starka armé, som dock var odisciplinerad och otränad. Den förde också med sig en gigantisk tross, vilket sänkte marschhastigheten betydligt. Karl Gustavs här mötte Rakoczys vid Sandomir, de försökte åter söka strid men misslyckades. Man intog dock fästningen Brest-Litowsk den 6 maj. Karl X Gustav och den svenska hären skiljdes från Rakoczys här i juni. Den 20 mars ingick kejsaren av Österrike allians med Polen mot Sverige, och den 1 juni förklarade Danmark krig mot Sverige.
Karl X Gustav lämnade i slutet av juni Polen-Litauen för att gå mot Danmark. Befälhavare över de polska trupperna blev Karl X Gustavs bror Adolf Johan av Pfalz. Kvar i Polen fanns nu 12 000 man. Nu gick Melchior von Hatzfeldt och en österrikisk här in i Polen och började belägra Krakow. I Krakow fanns 3 000 man under Paul Würtz. Würtz förhandlade med Hatzfeldt och den 15 augusti fick han fritt avtåg från staden.

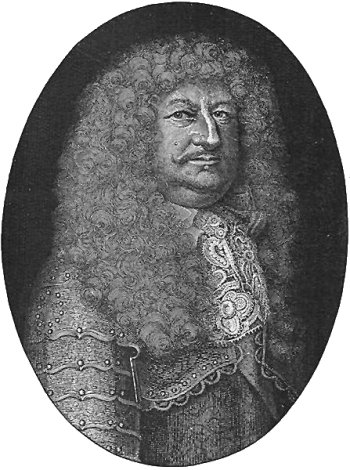
Fredrik Vilhelm av Brandenburg.

Den österrikiska fältmarskalklöjtnanten Spork gjorde några tappra försök att inta Thorn men misslyckades och gick i vinterkvarter. I oktober gick Czarniecki in i Svenska Pommern och härjade men hade inte tillräckligt med trupper för att inta några fästningar. Fredrik Vilhelm av Brandenburg gick den 17 september i ett stillestånd med Polen. Det såg nu mycket mörkt ut för svensk del då den enda bundsförvanten kvar var Georg II Rákóczy. Snart var sveket från brandenburgarna ett faktum, då de gick med mot Sverige i kriget.
I öst ockuperades stora delar av Livland av litauiska trupper. De började också en blockad mot den svenska staden Riga. I Pernau höll försvaret ut och den 22 januari 1658 gjorde man ett lyckosamt utfall och stoppade belägringen. Genom ett utfall även i Riga kunde försvararna stoppa den litauiska blockaden av staden. Till följd av utfallen och på grund av underhållningsproblem i den egna truppen lämnade litauerna stora delar av Livland.
När Karl X Gustav lämnade krigsskådeplatsen i Polen-Litauen lämnades 2 000 man som garnisonstrupper i Thorn. Staden belägrades hela sommaren och i september hade belägrarna en styrka på upp till 40 000 man. Bengt Oxenstierna förhandlade framgångsrikt med fienden och fick dem att tro att trupperna i staden var omfattande och väl underhållna, så den 13 december fick svenskarna fritt uttåg. Kvar av garnisonstrupperna var 110 ryttare, 194 man infanteri och drygt 200 sjuka eller sårade.
Den svenske kungen började tröttna på de diplomatiska förhandlingarna med Kurland, och gav order om att landet skulle intas. Befälhavare för ockupationen blev fältmarskalken Robert Douglas med 5 400 man. Genom stor list intogs huvudstaden Mitau och Douglas hade snart intagit stora delar av Kurland. Men så fort svenskarna gick in i Kurland så bildades också en kurländsk motståndsrörelse. Den 20 december slöts ett stillestånd mellan Sverige och Ryssland.
En kurländsk-litauisk armé under Samuel Komorowski gick in i Kurland. Efter ett överraskningsanfall intog de Mitau. Douglas lämnade Kurland för att senare göra ett misslyckat försök att återinta landet.
När Würtz 3 000 man starka här från Krakow anlände till den svenska huvudarmén förbättrades situationen. I augusti 1659 härjades svenska Pommern av österrikare och brandenburgare. Den svenska armén gick till Stettin som hotats av österrikare. Polen och Ryssland slöt återigen ett stillestånd i maj. Nu kunde den polska hären gå till attack mot de få kvarvarande svenska fästena i Polen. Mot slutet av året hade Marienburg, Stuhm, Elbing och Danziger-Haupt fallit för polackerna.

## Freden
Även polackerna började nu bli villiga att förhandla om fred, vilket skedde i Thorn. Karl Gustav ville fortfarande att de områden Sverige erövrat skulle vinnas, vilket försvårade förhandlingarna. När kungen plötsligt avled den 13 februari kunde man ta bort den svenska sidans krav om svenska landsvinningar. I Freden i Oliwa beslutades att Johan II Kasimir skulle avsäga sig alla sina krav på den svenska kronan, och godkänna Estland och Livland norr om Düna som svenskt.

## Inför eftervärlden
Eftersom Karl Gustav vann de sydsvenska landskapen i det första danska kriget kunde han bevara sitt anseende för eftervärlden. Marschen över San 1656 anses vara en av den svenska militärhistoriens största bragder; egentligen borde hären ha gått under där men genom Karl X Gustavs snabba och vågade anfall mot de litauer som försvarade floden klarade den svenska armén sig och kom till Warszawa.
Kriget innebar det definitiva slutet på Polens stormaktstid.

## Slag
- Slaget vid Sobota
- Slaget vid Zarnow
- Slaget vid Nowy Dwór
- Slaget vid Wojnicz
- Slaget vid Radom
- Slaget vid Golomb
- Slaget vid Warka
- Slaget vid Gnesen
- Tredagarsslaget vid Warszawa
- Slaget vid Lyck
- Slaget vid Filippovo
- Slaget vid Konitz